# Años 560
Los años 560 o década del 560 empezó el 1 de enero del 560 y terminó el 31 de diciembre del 569.

## Acontecimientos
- San Juan III sucede a Pelagio I como papa en el año 561.
- Liuva I se convierte en el nuevo rey de los visigodos en el año 567; reinará hasta su muerte en 572.
- Recaredo I, rey de los visigodos, se convierte al catolicismo, siendo el primer rey visigodo católico de Hispania en 587
- Concilio de Lugo (569)